# Belalp
Die Belalp ist eine Alp sowie eine Sommer- und Wintersportdestination in der politischen Gemeinde Naters im Bezirk Brig im Kanton Wallis in der Schweiz.

## Geographie
Die Belalp liegt fünf Kilometer nördlich von Naters, an der Südflanke von Unterbächhorn (3554 m ü. M.) und Sparrhoru (3020 m ü. M.), auf einer Geländeterrasse.

## UNESCO-Welterbe
Am 13. Dezember 2001 wurde von der UNESCO mit dem Gebiet Jungfrau-Aletsch-Bietschhorn auch die Belalp ins Welterbe aufgenommen.

## Tourismus
Von Blatten bei Naters (1300 m ü. M.) führt eine Luftseilbahn auf die Belalp. Sie überwindet bei einer schrägen Länge von 1767 Meter eine vertikale Höhe von 763 Meter und kann maximal 740 Personen pro Stunde befördern. In der Wintersaison führt zudem von Blatten bei Naters eine 8er-Gondelbahn auf die Belalp, mit einer Kapazität von 1600 Personen pro Stunde.
Die Belalp ist mit 60 Pistenkilometern das achtgrösste Skigebiet im Wallis und das viertgrösste im Oberwallis. Das Skigebiet erstreckt sich von 1300 m. ü. M. bis 3112 m. ü. M. und umfasst drei Sesselbahnen und fünf Skilifte. Von der Bergstation des Hohstock-Lifts gelangt man durch einen Skitunnel zur Piste. Über eine Talabfahrt, die gleichzeitig als Schlittelweg dient, gelangt man von der Belalp wieder hinunter zur Talstation in Blatten. Alljährlich im Januar findet die Hexenabfahrt statt, ein Schweizer Volks-Skirennen.
Die Massaschlucht ist eine 6,5 Kilometer lange Schlucht, welche zu Blatten bei Naters gehört und in welcher die Staumauer Gebidem liegt. Die Felslandschaft wurde über Jahrtausende hinweg durch Eis und Schmelzwasser geschaffen. Die Höhendifferenz der Schlucht beträgt insgesamt 600 Meter. 1385 wird die Suone Riederi, die durch die Massaschlucht führt, erstmals urkundlich erwähnt. Das Wasser wurde in hölzernen Kännel um die Felswände geleitet. Der Bau und Unterhalt der Suone war lebensgefährlich und forderte immer wieder Todesopfer. Heute ist die Massaschlucht ein Ausflugsziel für Wanderer und Abenteuerlustige. Nebst dem Massaweg hoch über der Schlucht kann man die Schlucht beim Canyoning durchsteigen.
Wo man einst den Aletschgletscher zu Fuss überquerte, steht nun eine Hängebrücke, über die der Aletsch-Panoramaweg führt. Der fortwährende Klimawandel hat den Aletschgletscher schmelzen lassen. Durch den Gletscherrückgang von jährlich bis zu 30 m war seit längerem eine Überquerung an jener Stelle unmöglich. Der alte Wanderweg wurde wieder saniert und die Dauer der Überquerung damit von acht auf fünf Stunden reduziert. Die Verbindung zur Riederalp wird durch diese Hängebrücke sichergestellt. Der Weg führt hinab ins «Aletschji», von dort in den «Leng Acker» und nach der Brücke via Grünsee zur Riederfurka.
Ebenfalls neu gebaut werden musste wegen der Gletscherschmelze der Weg zur Oberaletschhütte. Von der Seilbahnstation Belalp führt östlich eine Sandstrasse hinauf zum Aletschbord. Dort befindet sich das Hotel Belalp, eine Aussichtsplattform auf den Aletschgletscher und eine Kapelle, die 1883/84 als anglikanische Kirche erbaut wurde und seit 1941 als katholische Kapelle dient. Die Route führt von dort zuerst steil abwärts über die «Steigglen» und über den alten Weg. Weiter geht es dem Hang entlang auf die südliche alte Moräne des Oberaletschgletschers, bis hinunter in die Schlucht. Nach Überquerung der Brücke steigt man anschliessend hinauf auf die nördliche, alte Seitenmoräne. Von hier führt der Weg über die Moräne hinauf bis an ihr Ende und dann steiler hinauf bis auf etwa 2600 m. ü. M. Nach rund fünf Stunden über den neuen Weg (2005 eröffnet) erreicht man die Oberaletschhütte. Inmitten des UNESCO-Welterbes Jungfrau Aletsch, auf 2640 m. ü. M., bietet sich ein Ausblick auf die Walliser Alpen.
Jedes Jahr Ende August findet das Schäferwochenende Schäful statt, ein Fest anlässlich des Alpabtriebs der Schafe.

## Sehenswürdigkeiten
Neben dem bereits genannten Aletschbord sind der Lüsgersee (2171 m ü. M.) und das Tyndalldenkmal zu Ehren von John Tyndall (2351 m ü. M.) zu erwähnen.

## Landwirtschaft
Die Alpe wird durch ein Senntum bewirtschaftet.

## Bilder

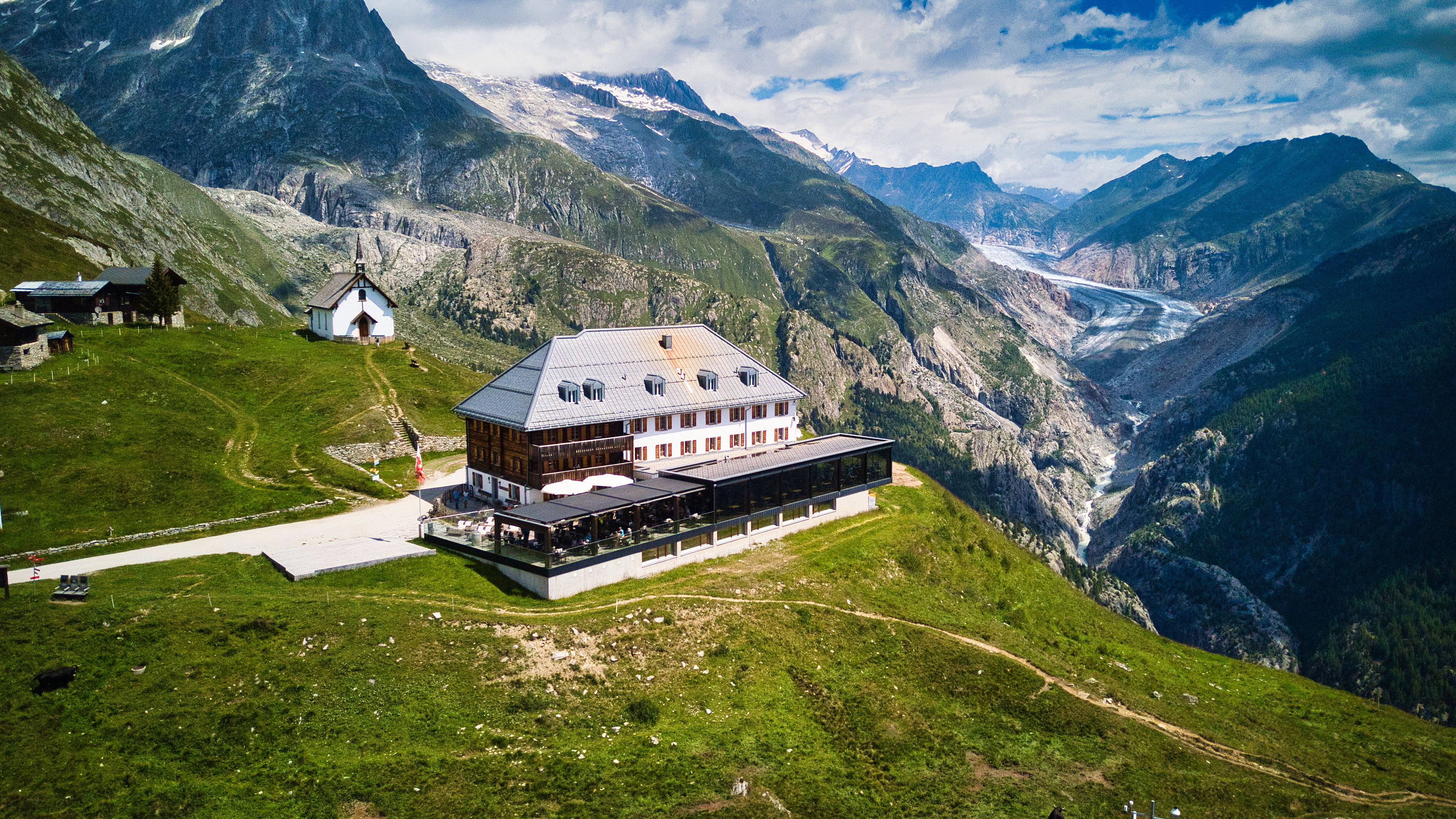
Hotel Belalp, Aletschbord Kapelle und Aletschgletscher
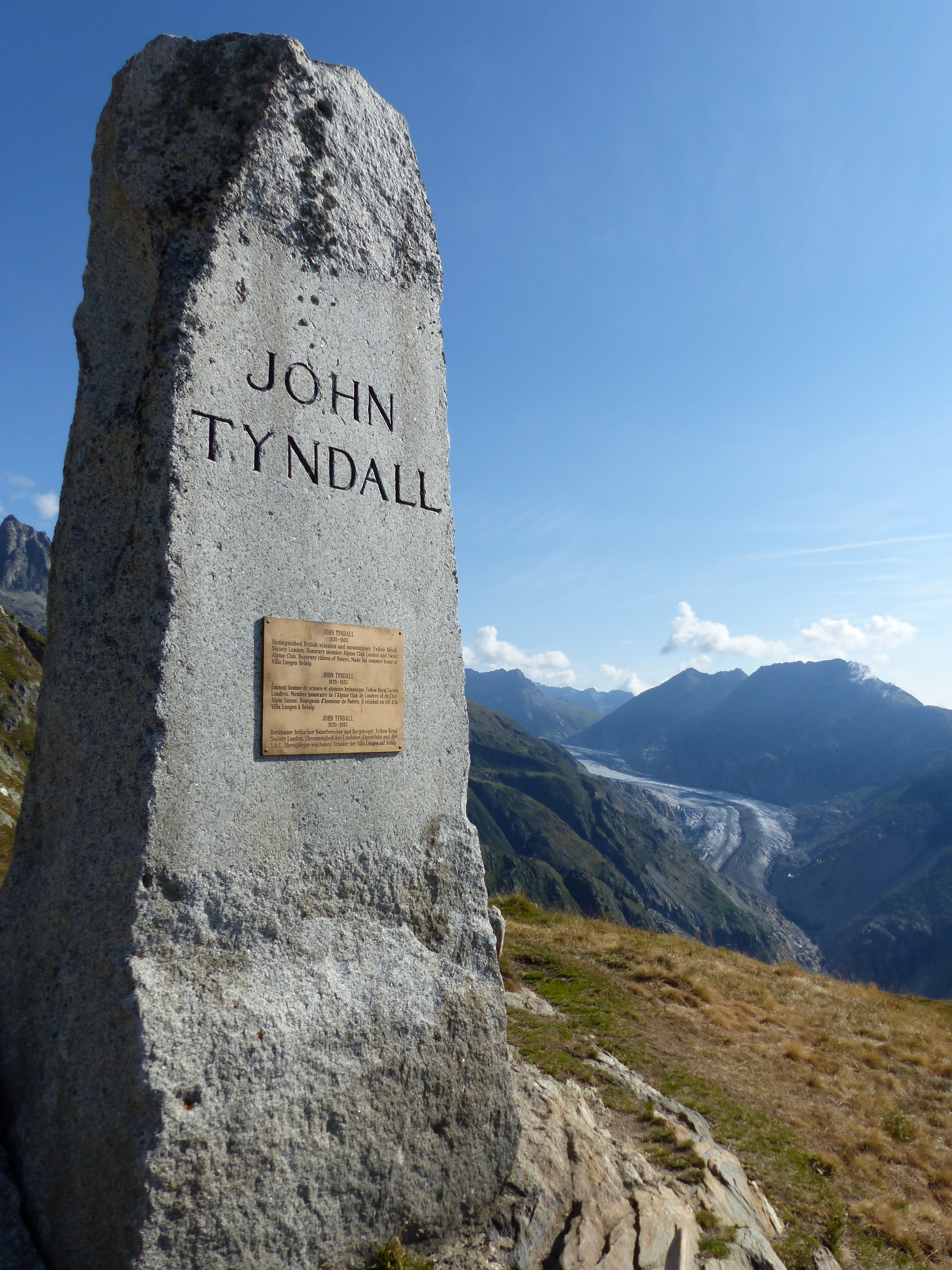
Tyndall-Denkmal mit Aletschgletscher
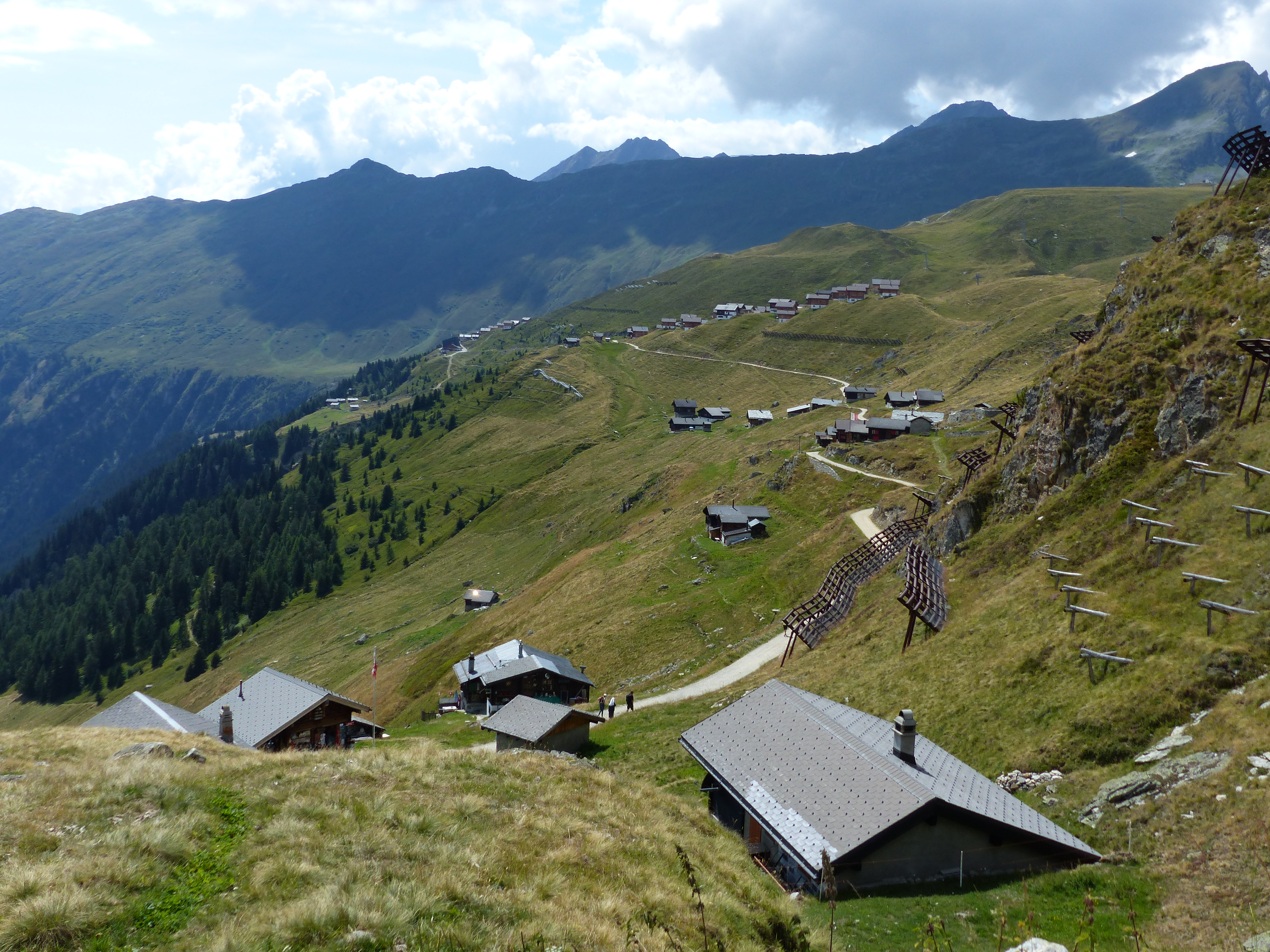
Blick in Richtung Bergstation der Seilbahn
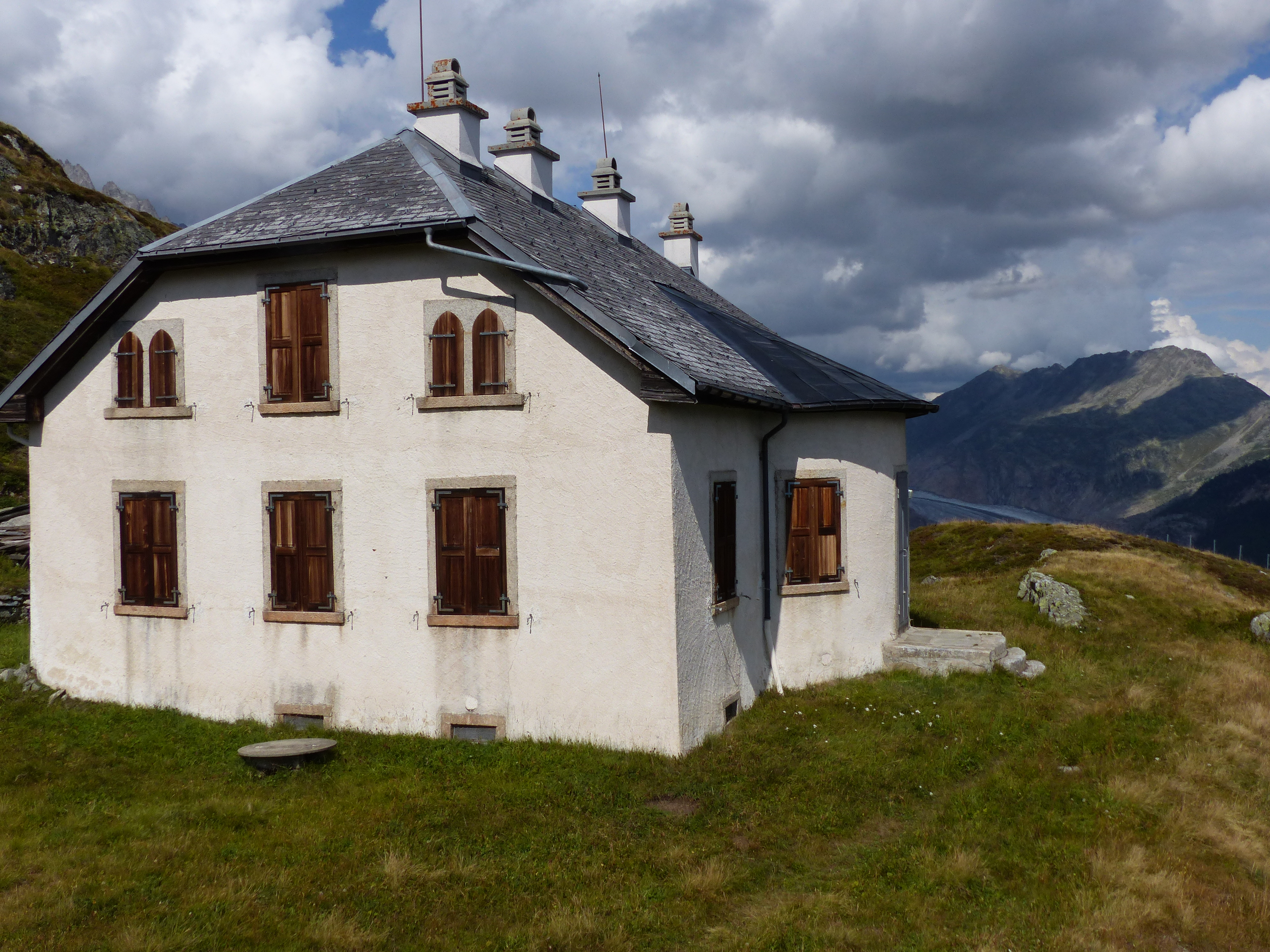
Villa Tyndall mit Aletschgletscher im Hintergrund
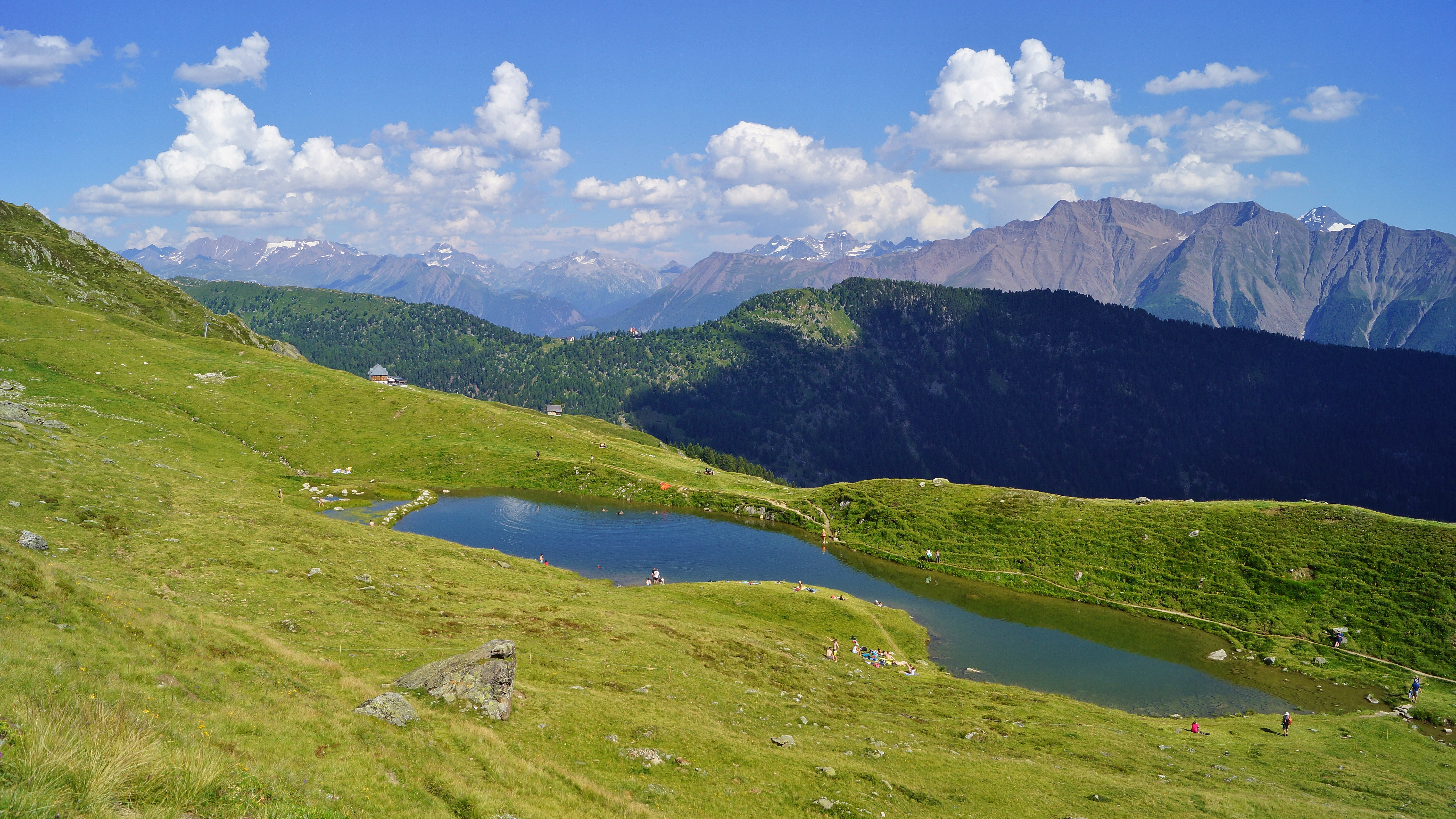
Lüsgersee mit Blick zum Hotel Belalp und zur Rieder Furka
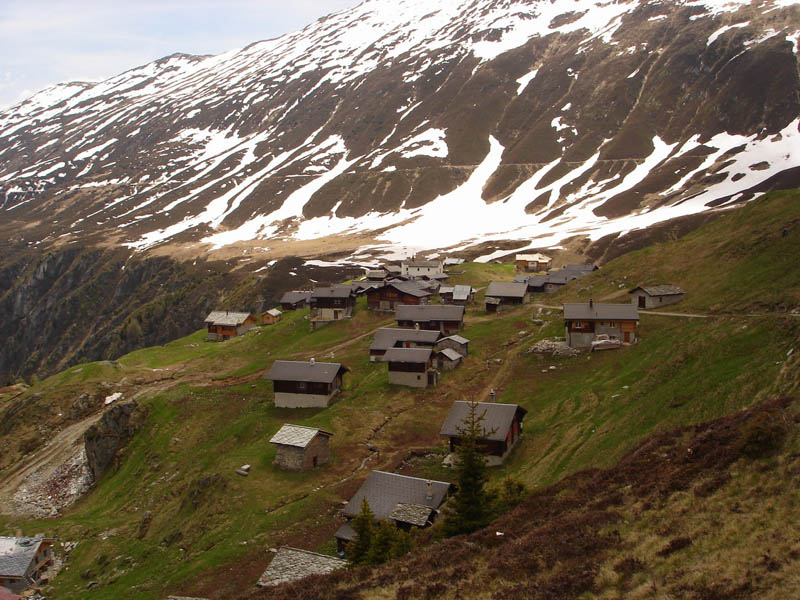
Bäll
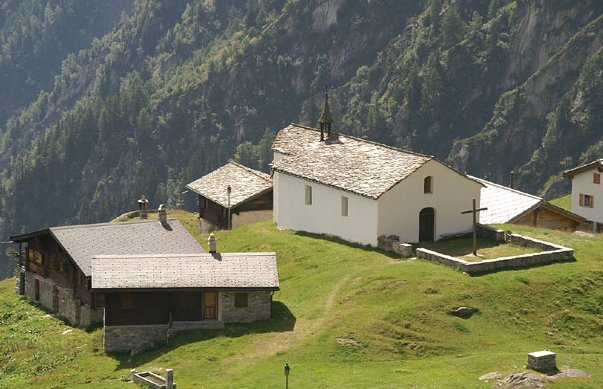
Kapelle Bäll
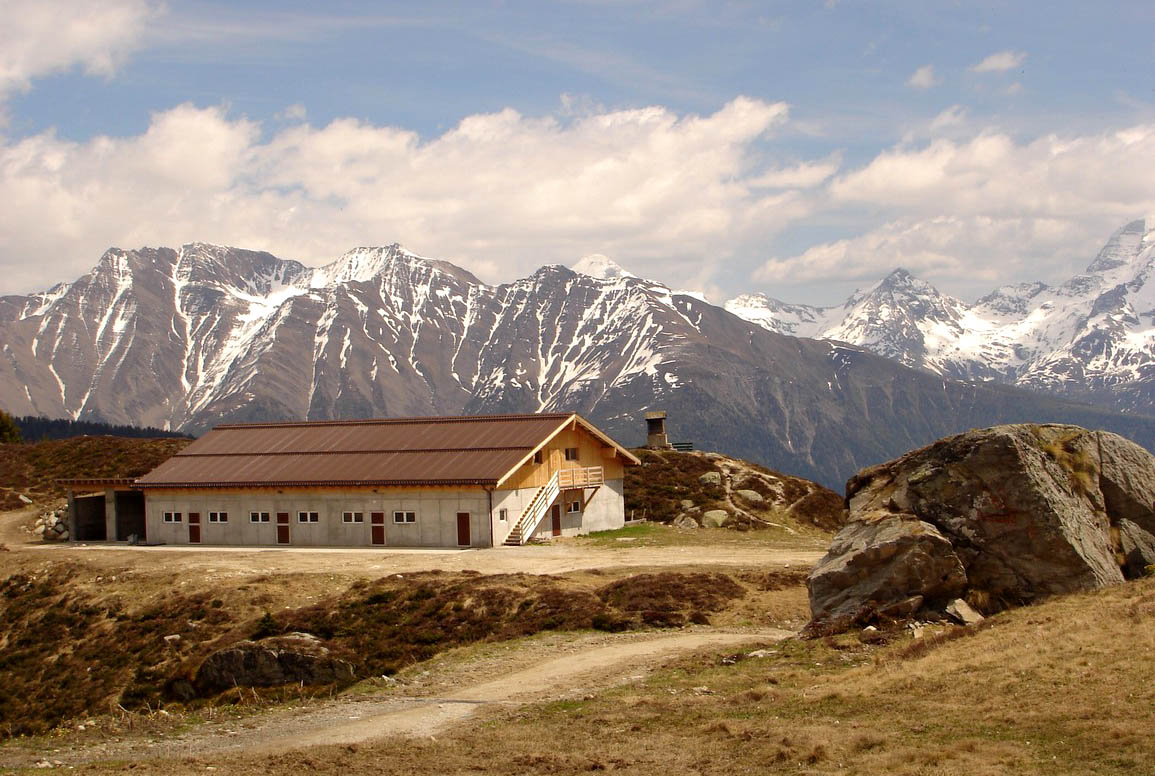
Stallungsgebäude des Senntums auf der Belalp
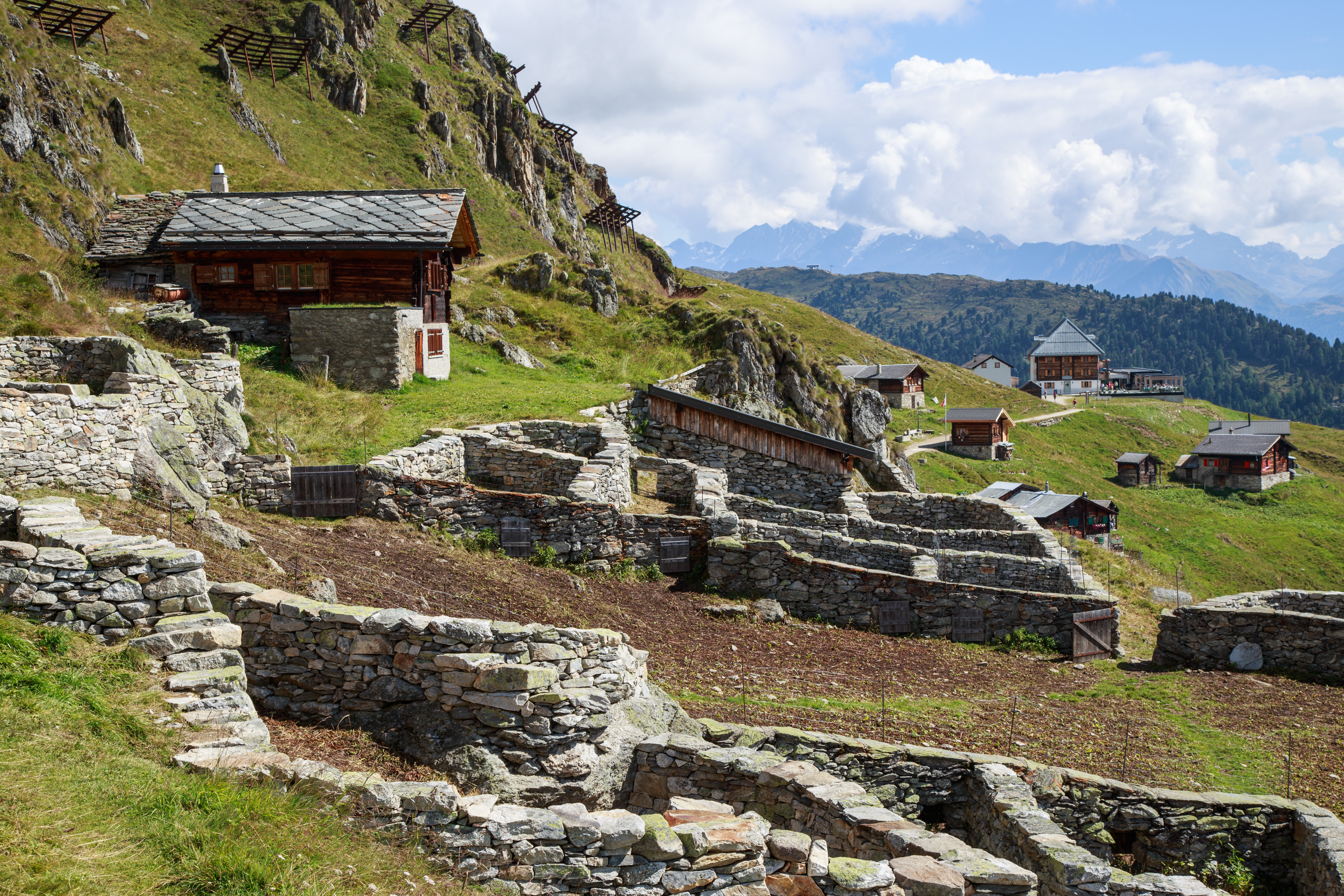
Pferch zur Schafscheid
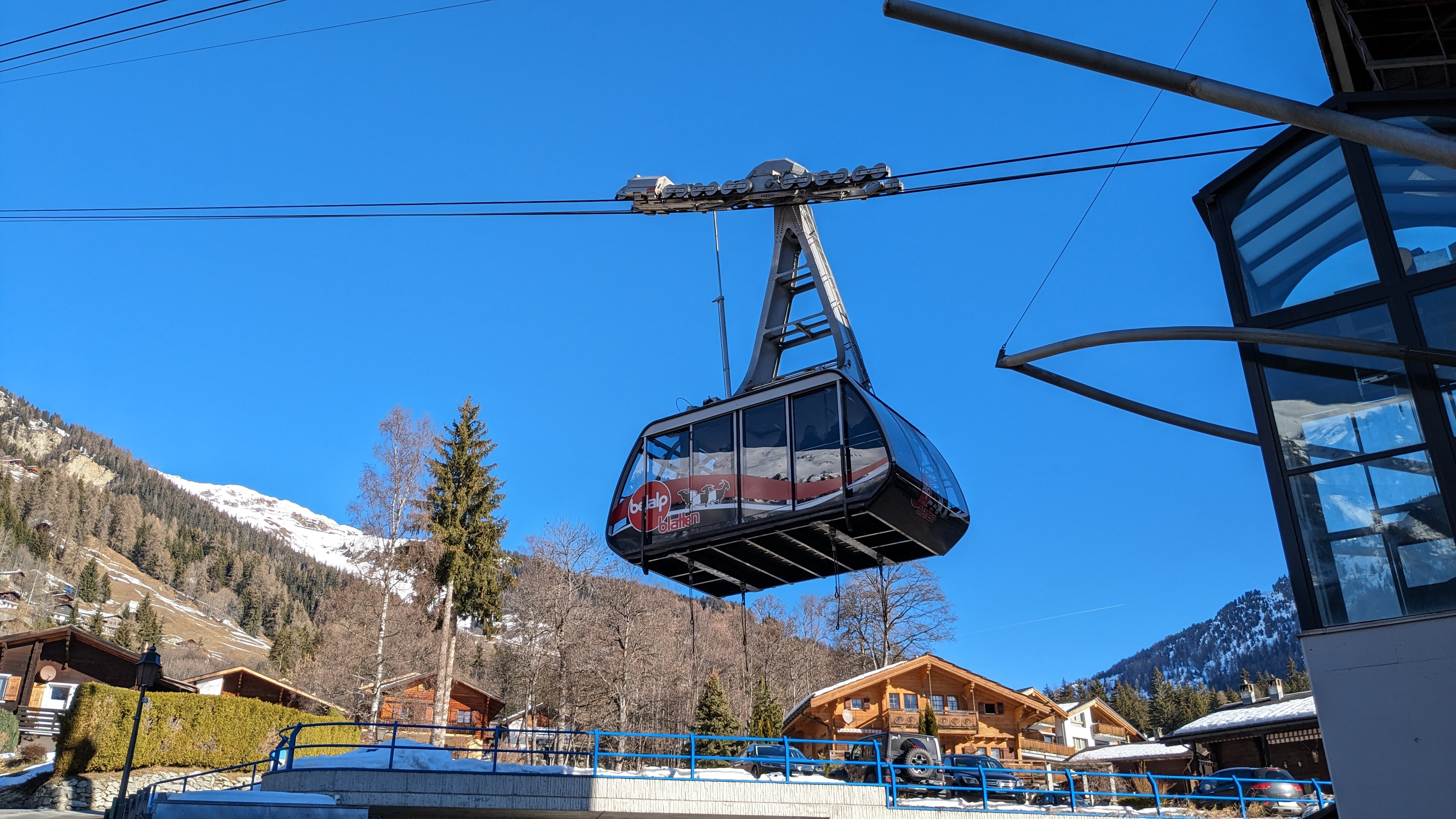
Pendelbahn Blatten-Belalp
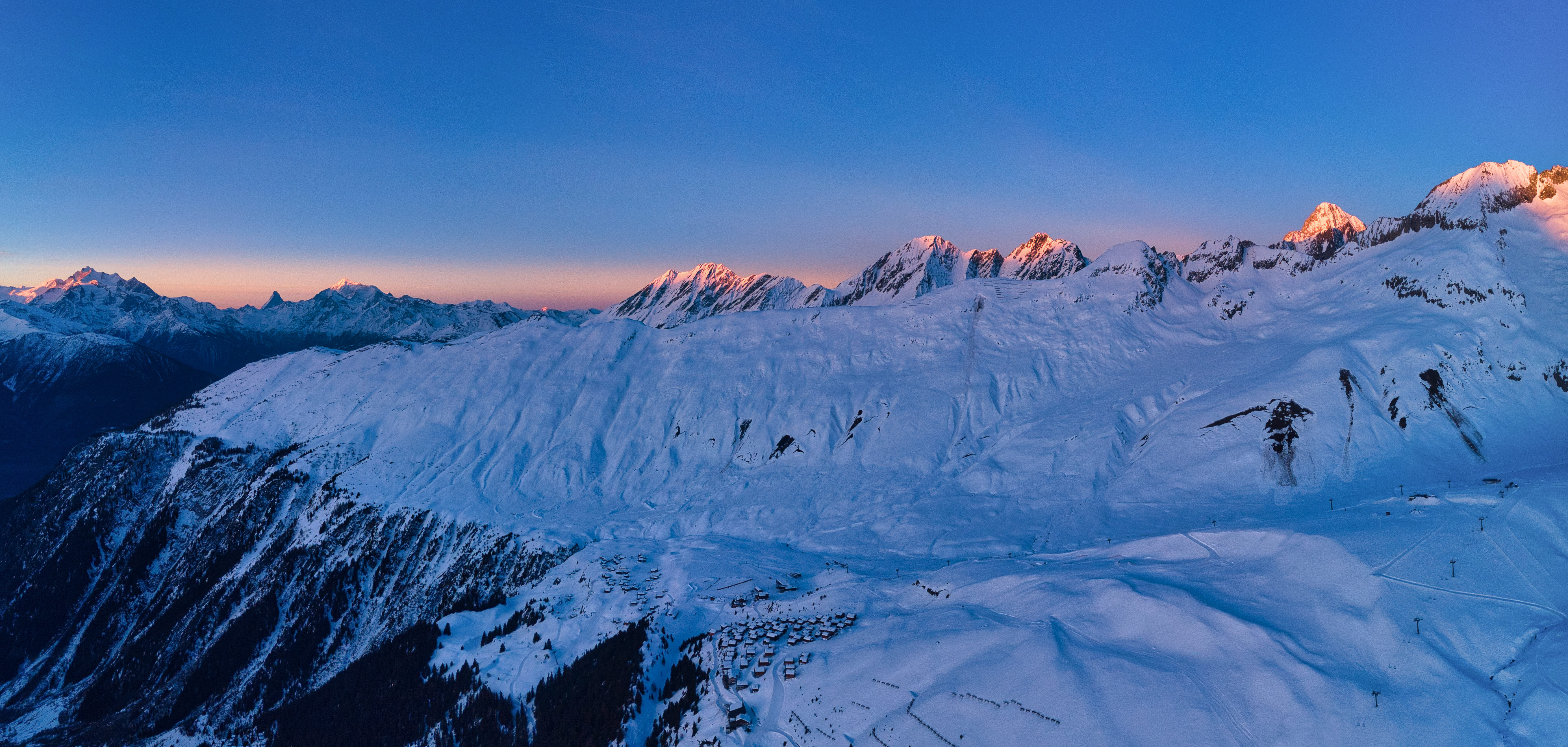
Sonnenaufgang Belalp, Februar 2024
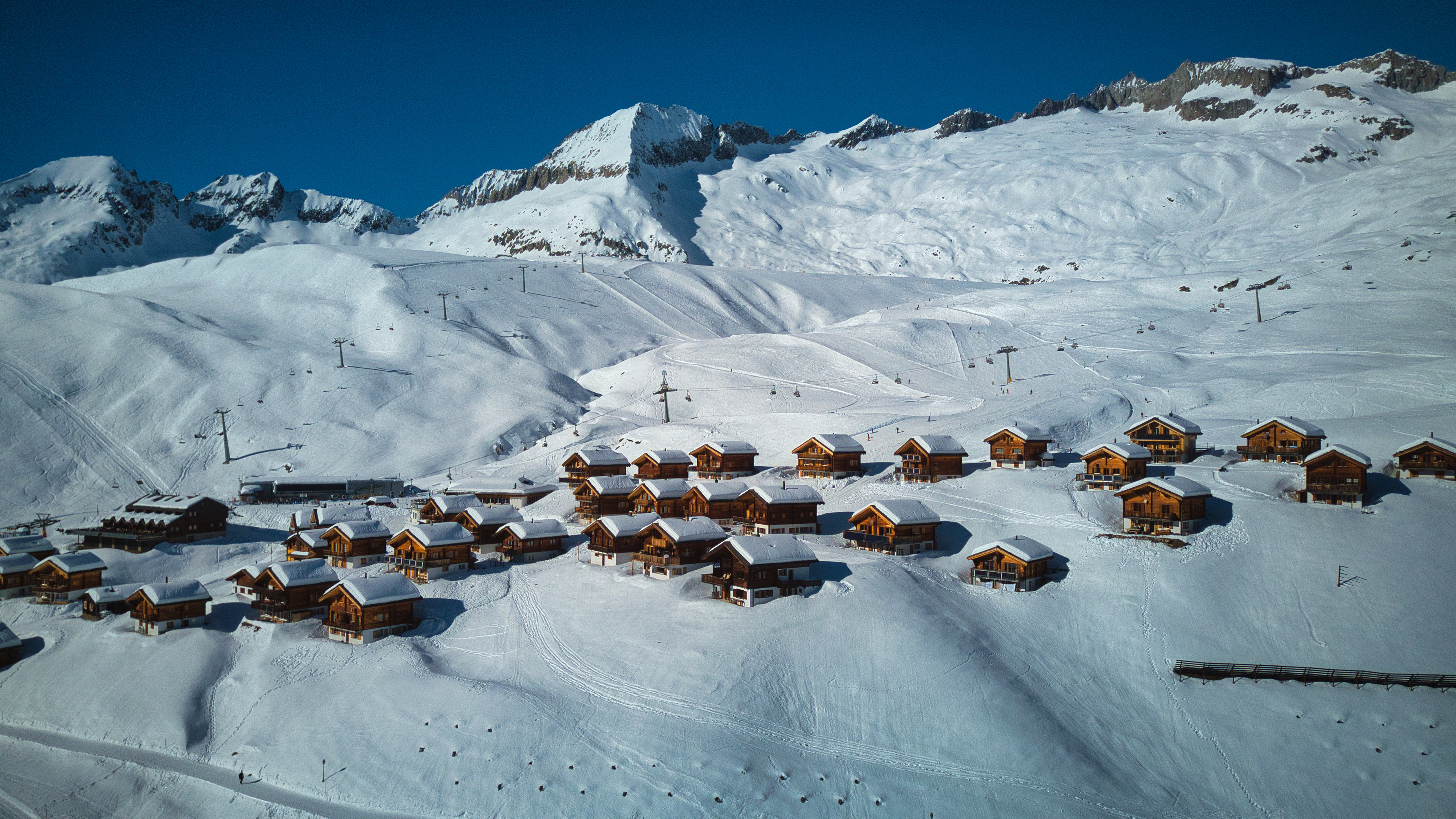
Luftaufnahme Belalp im Februar 2024